# إدغار بينيتيز
إدغار ميلسياديس بينيتيز سانتاندر (بالإسبانية: Édgar Milciades Benítez Santander) (مواليد 8 نوفمبر 1987 في ريباترياسيون) لاعب كرة قدم باراغواياني يلعب حاليا لصالح نادي باتشوكا المكسيكي .

## روابط خارجية
- إدغار بينيتيز على موقع الاتحاد الدولي (مؤرشف)  (الإنجليزية)
- إدغار بينيتيز على موقع قاعدة بيانات كرة القدم.إي يو (الإنجليزية)
- إدغار بينيتيز على موقع ناشيونال فوتبول تيمز (الإنجليزية)
- إدغار بينيتيز على موقع Soccerway.com (الإنجليزية)
- إدغار بينيتيز على موقع AS.com (الإسبانية)